# Crawlerway
Crawlerway (с англ. — «Гусеничный путь») — это двойная дорога шириной 40 м в Космическом центре Кеннеди во Флориде, проходящая между зданием вертикальной сборки и двумя стартовыми площадками стартового комплекса LC-39. Её длина составляет 5,5 и 6,8 км до площадки 39A и площадки 39B соответственно. Была построена специально для гусеничных транспортёров, весящих 2400 тонн и способных перевозить ещё 6000 тонн.

## Конструкция
Crawlerway состоит из двух полос шириной 12 м, разделённых разделительной полосой шириной 15 м. Общая толщина дорожного покрытия — 2 м. Его основа — уплотнённый слой щебня толщиной 1,2 м, опирающийся на два слоя уплотнённого грунта, и накрытый слоями речного гравия из долины Теннесси и асфальта. Верхний слой представляет собой речной гравий толщиной 10 см на прямых участках и 20 см — на кривых. Гравий Теннесси был выбран за совокупность свойств — твёрдость, сферичность и округлость, и устойчивость к истиранию.
К 2013 году был предпринят проект по ремонту и модернизации Crawlerway, впервые с момента его постройки был отремонтирован фундамент. Дополнительная порода была добавлена на поверхность в июне 2014 года.

## Галерея

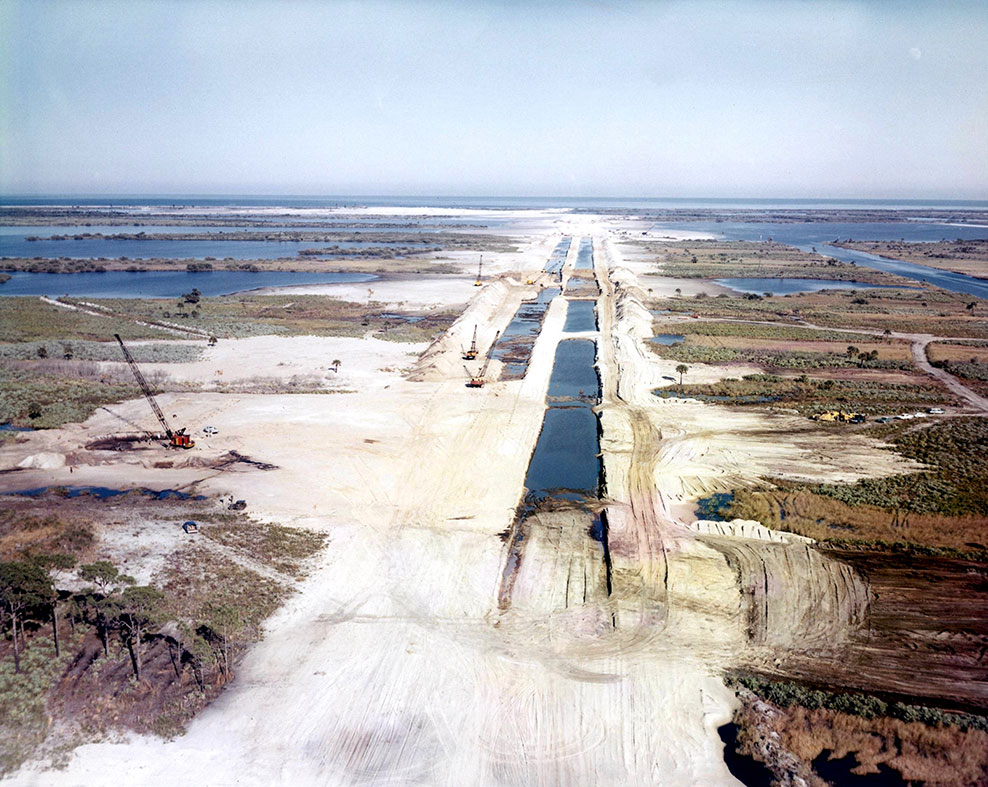
Строительство Crawlerway в декабре 1963 года
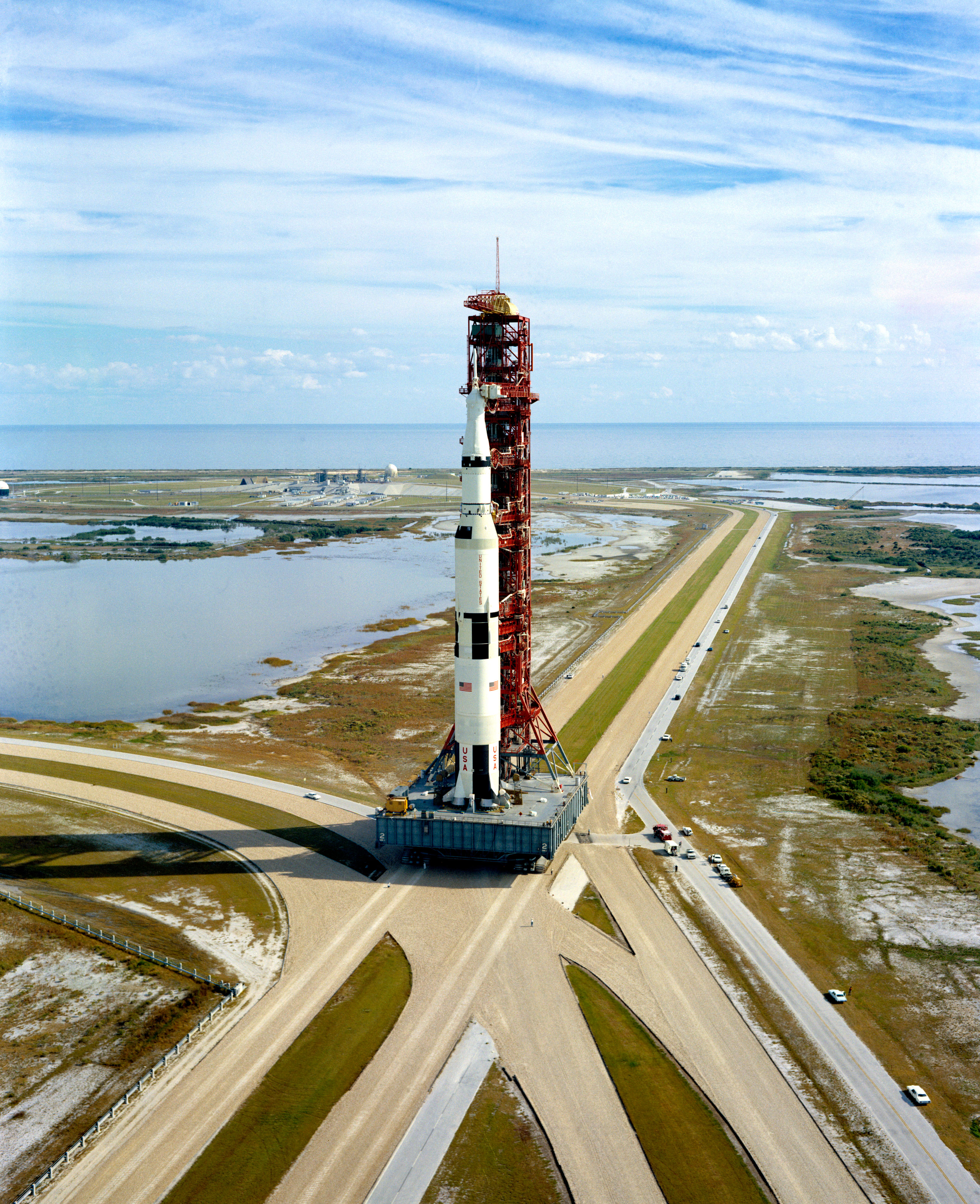
Транспортировка «Аполлон-14» к площадке 39А, ноябрь 1970 года
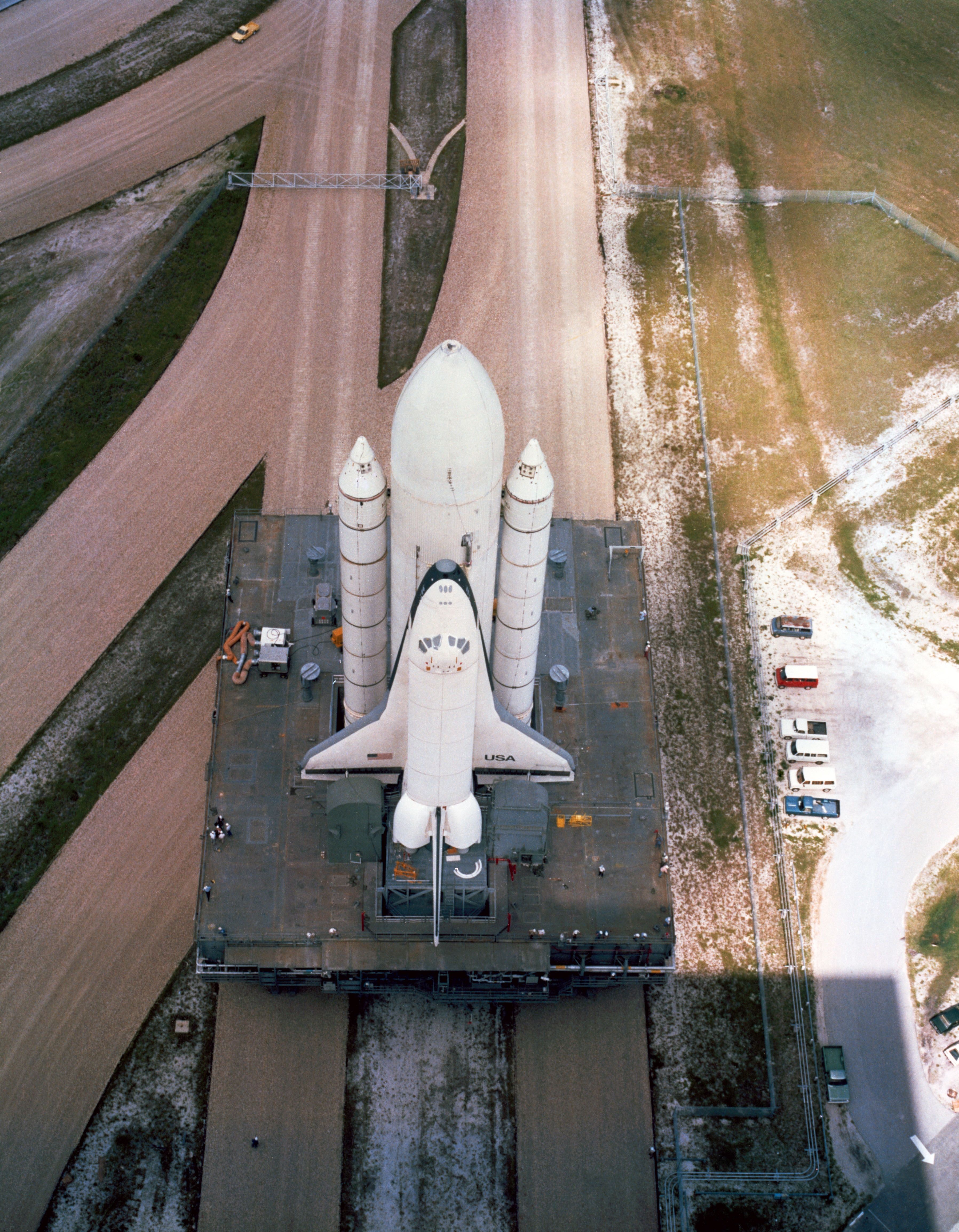
Прототип шаттла «Enterprise» начинает свой путь по Crawlerway от площадки 39A до здания вертикальной сборки в июле 1979 года после серии проверок.
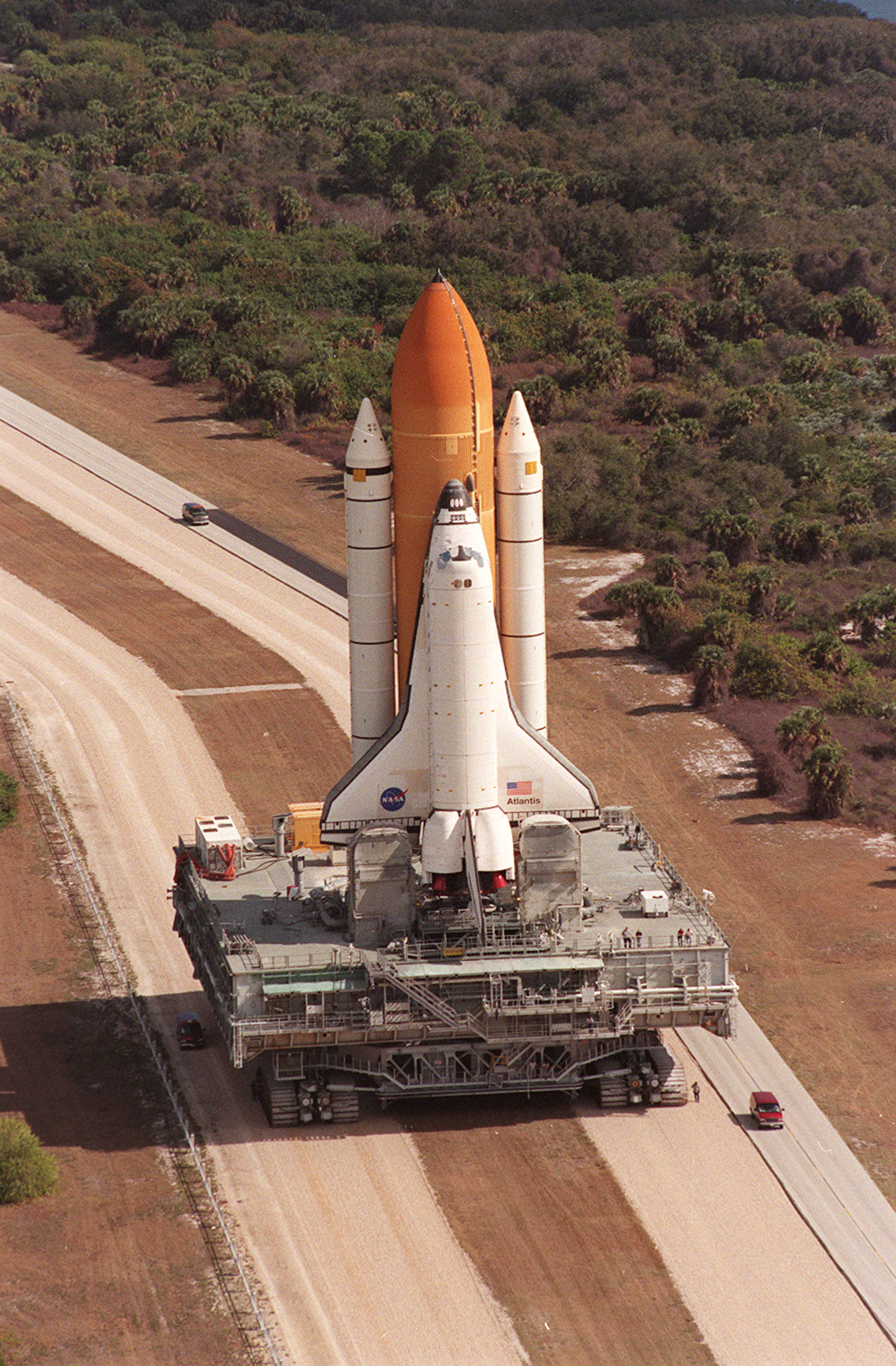
Шаттл «Атлантис» возвращается в здание вертикальной сборки в январе 2001 года после того, как запуск STS-98 был отменён.
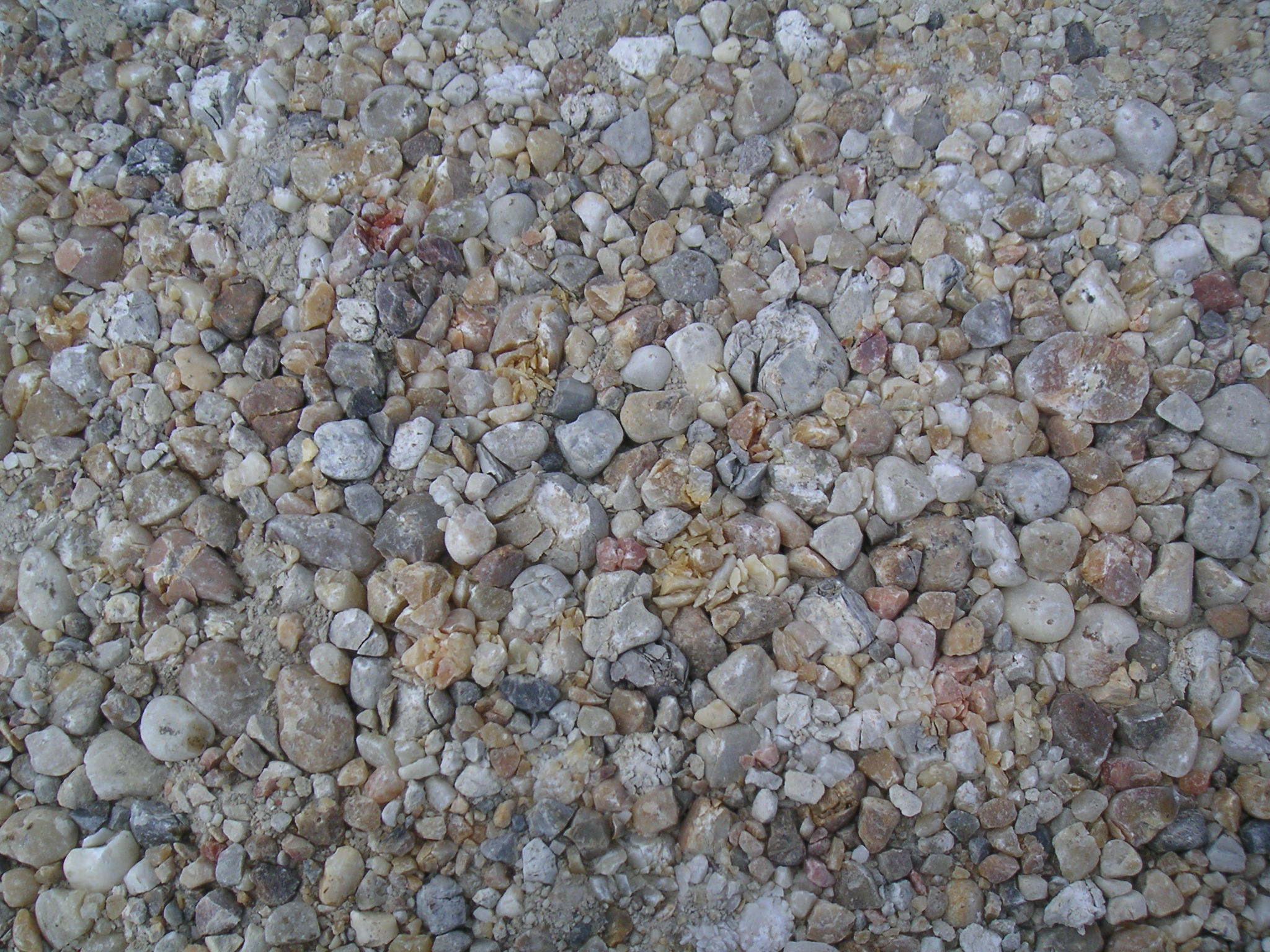
Крупный план Crawlerway в апреле 2005 года; изначально гладкие, скалы были разрушены после многих проходов гусеничными транспортёрами